# Alive, She Cried
Alive, She Cried es el segundo álbum en vivo de la banda de rock estadounidense The Doors. 
El nombre del disco está sacado de un verso de la canción "When the Music's Over". Son grabaciones de conciertos del período 1968 - 1970, e incluyen una versión de la canción "Gloria", de la banda irlandesa Them, una versión extendida de la famosa canción "Light My Fire" y a John Sebastian, de The Lovin' Spoonful, tocando la armónica en "Little Red Rooster". 
El álbum fue descontinuado en 1991, cuando salió el nuevo disco The Doors In Concert, un álbum doble que incluía todas las canciones de los tres discos en vivo que existían: Absolutely Live, Live At The Hollywood Bowl y Alive, She Cried.

## Listado de canciones
Todas las canciones compuestas por The Doors, excepto donde se indica.
Lado A
1. "Gloria" - 6:17 (Van Morrison)
2. "Light My Fire" - 9:51
3. "You Make Me Real" - 3:06

Lado B
1. "The Wasp (Texas Radio & The Big Beat)" - 1:52
2. "Love Me Two Times" - 3:17
3. "Little Red Rooster" - 7:15 (Willie Dixon)
4. "Moonlight Drive" - 5:34

- Datos: Q933956